# Harue Sato
Harue Sato (佐藤 春詠 Satō Harue?), född 1 januari 1976, är en japansk tidigare fotbollsspelare.
Harue Sato spelade 17 landskamper för det japanska landslaget. Hon deltog bland annat i Asiatiska mästerskapet i fotboll för damer 2001.